# Rupert von Bingen
Rupert von Bingen (* um 712; † um 732 bei Bingen) ist ein Heiliger. Er ist Patron von Bingen-Bingerbrück und Patron der Pilger. Sein Gedenktag ist der 15. Mai.

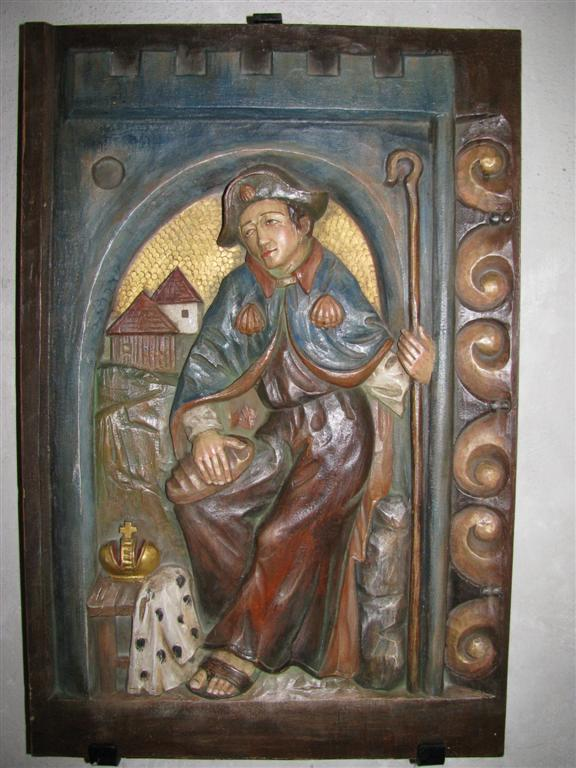
Holztafel mit dem Pilger Rupert von Bingen in der kath. Pfarrkirche Bingerbrück

Nach der Legende wurde Rupert als Sohn des heidnischen Robolaus und der christlichen Fürstentochter Berta geboren und wurde nach dem Tod des Vaters von der Mutter im christlichen Sinne erzogen. Mit 15 Jahren pilgerte er nach Rom. Nach seiner Rückkehr in die Heimat ließ er auf den Ländereien seiner Familie Kirchen und Häuser erbauen. Er lebte mit seiner Mutter auf einem Berg am Naheufer in der Nähe der Mündung in den Rhein bei Bingen. Er starb mit etwa 20 Jahren an einer Fieberkrankheit und wurde in der Kirche beerdigt, die er und seine Mutter dort hatten erbauen lassen.
Die heilige Hildegard von Bingen verehrte Rupert und verfasste die wahrscheinlich auf Überlieferungen beruhende Biographie Vita Sancti Ruperti über sein Leben. Sie ließ diese Kirche renovieren und erbaute dort ihr Kloster Rupertsberg.
Bis 1631 befanden sich seine Gebeine im Kloster Rupertsberg, während des Dreißigjährigen Krieges wurden sie von der dortigen Äbtissin Anna Lerch von Dirmstein vor der Vernichtung nach Köln bzw. nach Eibingen gerettet. 1814 kamen sie auf den Rochusberg bei Bingen. Sein Arm, der zum Eibinger Reliquienschatz der Pfarrkirche „St. Hildegard und St. Johannes der Täufer“ in Eibingen gehört, wird in einem gläsernen Reliquienschrank im südlichen Kirchenschiff aufbewahrt.